# Alexander Schlager
Alexander Schlager (Salzburg, 1996. február 1. –) osztrák válogatott labdarúgó, a Red Bull Salzburg játékosa.

## Pályafutása

### Klubcsapatokban
Fiatal éveiben megfordult az ASK Salzburg, a Red Bull Salzburg, az ASK Maxglan és az Austria Salzburg, valamint az RB Leipzig korosztályos csapataiban is. 2013. május 26-án a kispadon kapott lehetőséget a Red Bull Salzburg csapatában az Austria Wien ellen, de pályára nem lépett.Ezt követően a Liefering keretéhez tartozott, de pályára nem lépett, majd kölcsönbe került a német RB Leipzig akadémiájára. 2015 és  2017 között előbb a Grödig, majd a Floridsdorfer csapatában is szerepelt kölcsönben. 2017 nyarán a LASK Linz csapatába szerződött 2020 júniusáig. 2018. május 27-én mutatkozott be a bajnokságban az SV Mattersburg ellen. Pavao Pervan távozását követően a klub első számú kapusa lett, majd szeptemberben 2021 nyaráig meghosszabbította szerződését. 2022 decemberében harmadszor is visszautasította a klub hosszabbítási ajánlatát.
2023. május 30-án jelentették be, hogy Július 1-től a Red Bull Salzburg csapatához csatlakozik, ahova 2027. június 30-ig szóló szerződést írt alá.

### A válogatottban
Részt vett a 2013-as U17-es labdarúgó-Európa-bajnokságon és az U17-es labdarúgó-világbajnokságon és a 2015-ös U19-es labdarúgó-Európa-bajnokság, valamint a 2019-es U21-es labdarúgó-Európa-bajnokságon. 2019. szeptember 6-án kapott először lehetőséget a felnőtt válogatottban Lettország ellen, de pályára nem lépett. November 16-án viszont már bemutatkozott Észak-Macedónia ellen. 2021 májusában bekerült az Európa-bajnokságra utazó keretbe.

## Statisztika

### Válogatott
2024. március 26-án frissítve.
| Ausztria | Ausztria        | Ausztria |
| Év       | Pályára lépések | Gólok    |
| -------- | --------------- | -------- |
| 2019     | 1               | 0        |
| 2020     | 2               | 0        |
| 2021     | 3               | 0        |
| 2022     | 1               | 0        |
| 2023     | 7               | 0        |
| 2024     | 1               | 0        |
| Összesen | 15              | 0        |

## Sikerei, díjai

### Egyéni
- Az Osztrák Bundesliga szezon csapatának tagja: 2019–20[18]
- Az Osztrák Bundesliga szezon kapusa: 2023–24[19]